# Hvězdárna Bistrik Kula
Hvězdárna Bistrik Kula (bosensky Opservatorija Bistrik Kula, v srbské cyrilici Опсерваторија Бистрик Кула) je bývalá hvězdárna, která se nachází na vrcholu Bistrik Kula s nadmořskou výškou 1004 m n. m. jižně od metropole Bosny a Hercegoviny, Sarajeva. Byla těžce poškozena během války v Bosně a Hercegovině v 90. letech 20. století a nikdy nebyla obnovena.
Hvězdárna byla vybudována v roce 1960 na vrcholu kopce, v podhůří horského masivu Trebević, v blízkosti původní rakousko-uherské pevnosti Draguljac. Na začátku 80. let 20. století byla doplněna osmimetrovou věží. Ve své době se jednalo o atraktivní turistickou destinaci pro obyvatele města. Hvězdárna měla dvě kupole; ve větším byl umístěn dalekohled k pozorování noční oblohy.
Po zničení stavby ve válce v 90. letech 20. století se v Sarajevu žádná podobná observatoř, která by mohla sloužit pro účel pozorování noční oblohy nenachází.
V roce 2018 bylo zamýšleno torzo původní budovy přebudovat na ubytovací zařízení.